# Grande vitesse ferroviaire au Portugal

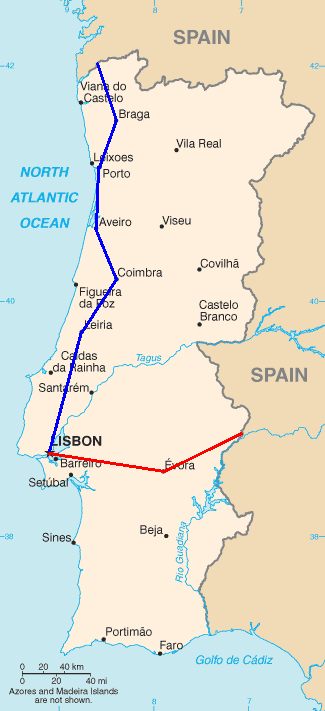
Carte du projet en 2022.

Le projet de Grande Vitesse au Portugal est un projet de lignes ferroviaires à grande vitesse au Portugal.

## Histoire
Il comprend 3 lignes : Lisbonne-Vigo, Lisbonne-Elvas et Évora-Faro.  Il prévoit également une ligne de fret. Le projet fut remis en question en 2009. La ligne Madrid-Lisbonne est suspendue définitivement en 2012.
En 2021, les travaux de la ligne Lisbonne-Porto sont prévus et débutent en 2023. Le tronçon Soure-Porto doit être achevé en 2027 ou 2028, ce qui abaissera le temps de trajet à deux heures, puis en 2030 doit s'achever la deuxième phase entre Soure et Carregado qui abaissera la durée du trajet à 1h17.
En septembre 2022, le gouvernement Portugais présente à la presse le projet de la première ligne entre Porto et Lisbonne. La construction doit se faire en trois étapes, la dernière se terminant en 2030. En 2023, le début des travaux de la première phase de la LGV Porto-Lisbonne est annoncé pour 2025.

## Liste des lignes

### Lisbonne-Porto
La ligne doit relier Porto, Vila Nova de Gaia, Aveiro, Coimbra, Leiria et Lisbonne. La première phase des travaux doit avoir lieu entre 2025 et 2029 sur la partie Nord, entre Porto et Soure. La deuxième phase est prévue entre Soure et Carregado. La partie proche de Lisbonne doit être réalisée après 2030. La ligne sera construite en voie double, à l'écartement ibérique. À la fin de la phase 2, la ligne, sera desservie par 60 trains par jour, en permettant de faire passer la fréquentation entre Porto et Lisbonne de 6 à 14 millions de passagers par an. A son achèvement, la ligne permettra de relier la gare de Lisbonne-Oriente à celle de Porto-Campanhã - en 1h15 min.
La section Porto-Soure, de 71 kilomètres, permettra de gagner 50 minutes sur le trajet Porto-Lisbonne pour un coût de 1,65 milliard d'euros. Elle desservira les gares existantes de Campanhã  - modifiée pour l'occasion, de Coimbra, et d'Aveiro . Elle desservira une gare nouvelle souterraine à Santo Ovidio en connexion avec la ligne D existante et la ligne H en projet du métro léger . La section comportera 12 kilomètres de tunnel répartis sur 8 ouvrages. Elle comportera aussi 12 kilomètres de ponts répartis sur 28 ouvrages, dont un nouveau sur le rio Douro. Deux lignes de raccordements à la ligne existante seront construites: une de 8 kilomètres en amont d'Aveiro, et une de 3 kilomètres en aval d'Aveiro .  Le projet est critiqué par des habitants, à la suite de nombreuses expropriations nécessaires pour la construction de la plateforme et les nuisances engendrées lors de la construction et de l'exploitation de la ligne,.

### Lisbonne-Madrid (Espagne)
La construction de la ligne Lisbonne-Madrid suspendue en 2011 pour raisons budgétaires, est maintenant prévue pour 2024 et doit relier les deux villes en quatre à cinq heures.

### Porto-Vigo (Espagne)
La ligne doit relier Porto, l'aéroport Francisco Sá-Carneiro, Braga, Valença puis Vigo en Espagne. La première phase de travaux doit être réalisée entre 2026 et 2030.